# كلنكوة سويقية الأزهار
كلنكوة سويقية الأزهار (الاسم العلمي:Kalanchoe scapigera) هي نوع من النباتات تتبع جنس الكلنكوة من الفصيلة الكرسولية.